# Le femmine sono nate per fare l'amore
Le femmine sono nate per fare l'amore (Au Pair Girls) è un film del 1972 diretto da Val Guest.
Si tratta di una commedia sexy britannica sceneggiata da Val Guest, da un originale testo pornografico di David Grant.

## Trama
Quattro giovani ragazze alla pari arrivano all'aeroporto di Heathrow da dove sono accompagnate negli uffici della Overseas Employment Agency di Londra, che ha organizzato per loro dei tirocini e delle sistemazioni in alcune case famiglia.
Anita Sector è assegnata ai coniugi Anderson ma si fa subito voler male poiché riesce a inondare la casa mentre fa la doccia per poi scomparire per un appuntamento con Malcolm, l'uomo che l'aveva prelevata all'aeroporto. 
Visitando un casinò, Anita incontra lo sceicco El Abab e si dilegua con lui, lasciando Malcolm perdere soldi al tavolo della roulette. Lo sceicco la mette insieme alle sue concubine da cui la ragazza scopre che lui è un filantropo molto ricco. 
Quando lo sceicco cerca di sedurre Anita, lei si rende conto che il suo termine per tornare a casa degli Anderson è scaduto e scappa preoccupata. Quando raggiunge l'abitazione, trova le sue valigie sulla soglia.
Randi Lindstrom è assegnata alla famiglia dell'imprenditore Mr. Wainwright. Il figlio Stephen è immediatamente attratto da lei e, dopo una serie di disavventure, Stephen e Randi finiscono di nuovo davanti agli uffici di Mr. Wainwright dove parcheggiano e fanno sesso in macchina. Il mattino successivo uno scioccato Mr. Wainwright li sorprende nudi all'interno dell'automobile.
Nan Lee è assegnata a Lord e Lady Tryke come compagna di giochi del figlio Rupert, che viene allevato per diventare un grande pianista da concerto. L'esposizione di Rupert al mondo esterno è stata limitata ai viaggi in auto ed è immaturo per la sua età, a causa della mancanza di un'adeguata interazione con altri giovani. 
Nan riflette sull'immaturità di Rupert rendendosi però conto di essersi divertita con lui. Lo seduce e se ne va via dalla casa la mattina dopo.
Christa Geisler è assegnata alla famiglia Fairfax. Apprendendo che Christa è vergine, la loro figlia Carole decide di portarla con sé a vedere la pop star Ricky Strange. 
Carole e Christa vanno a fare shopping per comprare un vestito che aiuterà Christa a farsi notare da Ricky. Christa incontra Ricky dopo la sua esibizione e finisce per fare sesso con lui ma poi scopre che tutto questo è stato uno stratagemma di Carole per permetterle di perdere la verginità. 
La mattina dopo, Christa dice a Carole che se ne va e termina il suo lavoro con i Fairfax.
Randi, Nan e Christina finiscono di nuovo in agenzia. Anita arriva e chiede loro se vogliono unirsi a lei come nuove concubine per lo sceicco. Accettano immediatamente e tutte e quattro le ragazze alla pari salgono sull'auto dello sceicco ma vengono scacciate.

## Produzione
Le femmine sono nate per fare l'amore è stata la prima commedia sexy del regista Val Guest. Non avendo familiarità con il genere, ha deciso di vedere una serie di commedie sessuali straniere in preparazione, rivolgendosi all'ex censore della BBFC John Trevelyan per suggerimenti. La sceneggiatura originale è stata adattata da una storia del produttore di film pornografici David Grant. Al regista non piaceva il suo contenuto sessuale esplicito e fece numerose revisioni prima di accettare di filmarlo.
Le riprese principali sono iniziate nel gennaio 1972. 
Le scene di apertura sono state girate all'aeroporto di Heathrow, con l'ufficio del signor Wainwright rappresentato dalla Euston Tower e la casa della famiglia Tryke da Oakley Court a Bray, Berkshire. 
La maggior parte delle scene con Nan Lee (Me Me Lay) sono state girate a Friar Park, la villa di George Harrison a Henley-on-Thames, Oxfordshire.

## Distribuzione
Il film è uscito nel settembre 1972.